# Stanfieldite
La stanfieldite è un minerale.